# Peperomia gleicheniiformis
Peperomia gleicheniiformis är en pepparväxtart som beskrevs av William Trelease. Peperomia gleicheniiformis ingår i släktet peperomior, och familjen pepparväxter. Inga underarter finns listade i Catalogue of Life.